# Ruuhisaari
Ruuhisaari är en ö i Finland. Den ligger i sjön Aurejärvi och i kommunen Ylöjärvi i den ekonomiska regionen Tammerfors och landskapet Birkaland, i den sydvästra delen av landet, 220 km norr om huvudstaden Helsingfors. Öns area är 0,7 hektar och dess största längd är 130 meter i öst-västlig riktning.